# With Oden on Our Side
With Oden on Our Side (Con Odín De Nuestra Parte) es el sexto álbum de estudio de la banda de death metal melódico sueco Amon Amarth, y su primer álbum que entra en las listas de Billboard, en el Top Heatseekers y en la lista de Independent Albums , alcanzando el número 15 y número 26, respectivamente.
Fue grabado en mayo y junio de 2006 y fue lanzado en Europa el 22 de septiembre de 2006 por Metal Blade Records. Un digipack de edición limitada también fue lanzado con un segundo disco que incluye canciones en vivo, demos y grabaciones inéditas. También fue lanzado en un LP rojo limitado. Las canciones "Runes to My Memory" and "Cry of the Black Birds", ambas fueron hechas en videos musicales.
With Oden on Our Side tiene un enfoque más pesado en comparación con su anterior álbum Fate of Norns; de acuerdo con el vocalista Johan Hegg, en una entrevista con la revista de metal holandesa Aardschok, el álbum volvería a sus raíces como en su álbum debut, Once Sent from the Golden Hall. Cuando se le preguntó sobre el significado del título del álbum, Hegg comentó: 

"Bueno, en cierto modo tiene varios significados, Odín es, por supuesto, el más alto dios en la mitología escandinava, y él es el dios de la guerra, la sabiduría, la poesía y el arte. La razón por la que elegimos el título es que se adaptaba a los conceptos líricos del álbum y significó la sensación que tuvimos durante la escritura y la grabación del álbum. Literalmente nos sentimos como si tuviéramos los dioses de nuestro lado".

La portada del álbum incluye al dios nórdico Odín cabalgando sobre su legendario caballo de ocho patas Sleipnir en una representación prestada de la imagen de la piedra de Tjängvide. El fondo representa el Valknut, un símbolo cuyo significado es incierto, aunque la evidencia arqueológica muestra claramente lo que se asocia con Odín. Las letras del alfabeto rúnico se pueden ver en los bordes de los triángulos que forman el Valknut. Las runas encima deletrean "With Oden on our Side" mientras que las runas en la parte inferior derecha deletrean "Amon Amarth" utilizando caracteres del futhark antiguo.

## Lista de canciones
Todas las canciones fueron escritas y compuestas por Amon Amarth.
| N.º   | Título                                           | Duración |  |
| 1.    | «Valhall Awaits Me»                              | 4:44     |  |
| 2.    | «Runes to My Memory»                             | 4:33     |  |
| 3.    | «Asator»                                         | 3:04     |  |
| 4.    | «Hermod's Ride to Hel - Loke's Treachery Part 1» | 4:41     |  |
| 5.    | «Gods of War Arise»                              | 6:03     |  |
| 6.    | «With Oden on Our Side»                          | 4:35     |  |
| 7.    | «Cry of the Black Birds»                         | 3:50     |  |
| 8.    | «Under the Northern Star»                        | 4:17     |  |
| 9.    | «Prediction of Warfare»                          | 6:37     |  |
| 42:17 |                                                  |          |  |

## Disco extra (Edición limitada digipak)
| N.º | Título                                                                      | Duración |  |
| 1.  | «Where Silent Gods Stand Guard» (Live at Wacken 2004)                       | 6:11     |  |
| 2.  | «Death in Fire» (Live at Wacken 2004)                                       | 4:55     |  |
| 3.  | «With Oden on Our Side» (Demo version)                                      | 4:32     |  |
| 4.  | «Hermod's Ride to Hel: Loke's Treachery Part I» (Demo version)              | 4:49     |  |
| 5.  | «Once Sent from the Golden Hall» (Sunlight recording 1997)                  | 4:03     |  |
| 6.  | «Return of the Gods» (Sunlight recording 1997 - previously unreleased song) | 3:34     |  |

## Personal

### Amon Amarth
- Johan Hegg − voz
- Olavi Mikkonen − guitarra
- Johan Söderberg − guitarra
- Ted Lundström − bajo
- Fredrik Andersson − batería

### Otros
- Jens Bogren - productor y mezclador
- Anders "Shadow" Ström - grabación adicional
- Thomas Eberger - masterización

- Datos: Q1469541